# Voorspellingsmarkt
Een voorspellingsmarkt is een markt of beurs waar gehandeld wordt in de uitkomst van gebeurtenissen. Dit varieert van onder meer politiek, financieel, economisch, medisch tot amusement. De kans op een specifieke uitkomst van een specifieke gebeurtenis varieert tussen 0 en 1 en in deze twee mogelijkheden wordt gehandeld. Naarmate de waarschijnlijkheid van een mogelijkheid hoger wordt geacht, zal de koers van die mogelijkheid stijgen. Het heeft daarin overeenkomsten met de activiteiten van bookmakers.
Het idee hierachter is dat op deze manier gebruik wordt gemaakt van de wijsheid van de massa op een manier vergelijkbaar met een effectenbeurs. Hoewel geen individu over alle informatie beschikt, geldt dit veel meer voor een grote groep. De vraag is dan in hoeverre er sprake is van een perfecte markt; beschikt deze groep inderdaad over alle benodigde informatie en wordt deze ook volledig benut.
De Iowa Electronic Markets begon in 1988 met de Amerikaanse presidentsverkiezingen. Deze werd opgezet door de University of Iowa voor onderzoeksdoeleinden en bleek daarna vaak betere voorspellingen te geven dan opiniepeilingen. Andere markten volgden waarbij ook commerciële varianten ontstonden.
De behaalde resultaten maakten dat overheden en bedrijven in toenemende mate gebruik zijn gaan maken van de voorspellingsmarkten.